# Регламент про викиди важких транспортних засобів
Регла́мент про ви́киди важки́х транспо́ртних за́собів (№ 2019/1242) — нормативно-правовий акт Європейського Союзу, який обмежує токсичні вихлопи вантажних автомобілів та інших важких транспортних засобів автовиробниками.

## Зміст
Стаття 1 визначає сферу застосування Регламенту і вимагає, щоб викиди від вантажних автомобілів були скорочені на 15% до 2025 року і на 30% до 2030 року.
Стаття 4 встановлює обмеження на CO2 від важких транспортних засобів відповідно до Додатку I.
Стаття 5 вимагає запровадження коефіцієнтів нульових викидів транспортних засобів для кожного виробника.